# Андреев, Николай Платонович
Никола́й Плато́нович Андре́ев (1 октября 1882, Серпухов — 13 апреля 1947) — российский фотохудожник, фотограф.

## Детство, начало творческой жизни
Родился 1 октября 1882 в городе Серпухов Московской области. В собственной автобиографии значится, что отец его, Платон Андреевич, был парикмахером, а мать, Елизавета Михайловна, — прачкой. Но эти сведения не верны, так как в 20-е — 30-е годы дворянское и купеческое происхождение было довольно опасным. На самом деле, отец Платон Андреевич был купцом, довольно успешно занимавшемся коммерцией, имев в своем владении парикмахерскую, прачечную, чайную. В 1902 году Платон Андреевич числился в документах уже купцом 2-й гильдии. О состоятельности отца свидетельствует также их дом — двухэтажный кирпичный весьма вместительный особняк, то ли построенный, то ли купленный П. А. Андреевым в конце XIX века на одной из центральных улиц Серпухова — 1-й Московской, неподалёку от знаменитой Соборной горы, где в XIV веке стояли хоромы героя Куликовской битвы серпуховского князя Владимира Андреевича Храброго.
Кроме Николая в семье подрастали ещё четверо детей — брат и три сестры. Отец, зажиточный и весьма уважаемый в городе человек, не жалел средств для обучения детей. Мальчиков отдали в Серпуховское реальное училище, девочек — в гимназию. На Николая отец возлагал очень большие надежды, что он пойдет по его стопам. Но им не суждено было сбыться.
Николай с детства увлекся живописью и рисованием, а затем и фотографией — он всерьез занялся изучением фотодела. Кроме того, играл на кларнете и флейте. Особенно любил флейту (у него было несколько старинных серебряных флейт). Играл произведения Глюка, Вивальди, Баха. Не обошло его стороной и такое увлечение: в 1911 году на конкурсе бальных танцев, организованном Пожарным обществом Серпухова, он завоевал первый приз и получил ценный подарок — письменный прибор.
Известно также, что Николай Платонович в юности изучал моторы, имел роскошный мотоцикл марки BMW и слыл страстным мотогонщиком. Отец все же желал, чтобы сын продолжил его дело, но после окончания реального училища, Николай после конфликта с отцом уходит из дома и в 1901 году открывает маленькое фотоателье в старой части Серпухова, в районе нынешней улицы Луначарского. Фотоателье начинает приносить доход и, обретя финансовую независимость, молодой человек полностью отдается избранному им делу — художественной фотографии.
Постижением фотонауки он занимался пытливо: изучил всю имеющуюся в Серпухове литературу по технике и истории фотографии, вступил в Русское фотографическое общество. Книги, предоставленные ему обществом, были также изучены досконально. К тайнам, постигнутым в книгах по фотоделу и на уроках живописи и рисования, Андреев прибавил свои, и на пересечении опыта прошлого и собственных творческих поисков в лаборатории Николая Платоновича начали рождаться шедевры.

## Получение известности
Работы, которые с 1906 года Андреев выставляет в фотосалонах России и Европы, сразу привлекли внимание специалистов. Первый свой приз — пачку именных паспарту — Николай Платонович получил от Русского фотографического общества в 1908 году. Тогда же он был награждён дипломом на международной выставке в Москве. В 1910-м его работы отмечены дипломом с похвальным листом на Дрезденской выставке (Германия). Это было блестящее начало.
В 1914 году Николай Платонович женится на дочери родовитого и известного в городе купца красавице Варваре Николаевне Ворониной. После этого состоялось примирение Н. П. Андреева с отцом. Теперь Николай Платонович опять живёт в двухэтажном особняке на 1-й Московской улице. На доме вывеска — «Фотоателье Н. П. Андреева».

## Перерыв в творчестве
В 1914 году началась первая мировая война. Н. П. Андреев был отправлен на краткосрочные автомобильные курсы (страсть к мотогонкам сыграла в этом не последнюю роль), а затем мобилизован в действующую армию. Воинская судьба Николая Платоновича сложилась трагично. В 1917 году с боевых позиций он был отправлен в Петроград для наведения порядка в городе, принимал участие в уличных боях, в районе Аничкова дворца получил тяжелое ранение и попал в госпиталь, где заболел тифом и оказался в палате смертников. Спасла его жена Варвара Николаевна. Получив известие, что Николай Платонович находится на краю гибели, она отправилась в Петроград на его поиски. Когда нашла наконец-то госпиталь, в котором он лежал, услышала страшные слова: «Кто? Кто? Платоныч… Да он все… Его, наверное, уже нет…» Войдя в палату, Варвара Николаевна с трудом узнала мужа: худой, бледный, в беспамятстве лежал он на кровати… На тележке с помощью добрых людей она кое-как смогла доставить его на Николаевский вокзал и перевезти в Серпухов.
После долгого лечения болезнь отступила. Николай Платонович пошёл работать художником-декоратором в городской театр, потом устроился на должность фотографа в Серпуховской художественно-исторический и краеведческий музей. Зарабатывал на жизнь и игрой в духовом оркестре. Потом сумел открыть своё фотоателье. В 1919 году в семье родился сын Валентин, в 1921-м — Николай. Снова начал Николай Платонович бродить с фотоаппаратом по окрестностям Серпухова, снова начал «колдовать» над позитивами в своей фотолаборатории.

## «Золотой период» творчества
1922—1928 годы биографы Андреева называют «золотым периодом» его деятельности, временем творческой зрелости мастера. Работы Николая Платоновича экспонируются на российских и зарубежных выставках, получают восторженные отклики специалистов.
В 1924 году на выставке декоративного искусства в Париже Н. П. Андрееву присуждается золотая медаль. В 1927-м он удостаивается золотой медали в Сарагосе (Испания).
Восторженные отклики о земляке заставили и на родине признать Н. П. Андреева. В 1929 году в Серпуховском художественно-историческом и краеведческом музее состоялась первая персональная выставка Николая Платоновича, на которой экспонировалось 180 работ. Там же были представлены многочисленные призы, полученные Андреевым на советских и зарубежных выставках, — во Франции, Англии, Испании, Канаде, Бельгии, Швейцарии, Венгрии, Японии и других странах.

## Последние годы деятельности
Признание было всеобщим. Андреев чтим за рубежом и в Советском Союзе, его работы все чаще удостаиваются почетных наград на всевозможных выставках. Даже земляки, что бывает крайне редко, признают его. Казалось бы, что ещё надо? Только работать и работать… Но советская власть боролась с частной собственностью, даже если с её помощью создавались всемирно известные шедевры. Фотоателье Н. П. Андреева было частным, и в 1928 году его обложили налогами, а затем фотопавильон сломали, имущество описали. Семья ждала ареста Николая Платоновича. Спасло его то, что он ни разу не выезжал за границу (коллеги даже шутливо называли Андреева «художником-домоседом»), хотя приглашения, конечно же, были. Однако нашёлся иной способ уязвить мастера: в 1930 году ему запретили выставляться за рубежом…
В родовой дом Николая Платоновича в начале 1930-х годов начинают подселять жильцов, проводя так называемое «уплотнение». И скоро большая семья Андреевых (около десяти человек) оказалась в двух комнатах некогда собственного дома (в 1934-м Андреевых и вовсе переселили в коммунальную квартиру на Советской улице).
В 1930 году к Андреевым пришла ещё одна беда — сгорела их дача в деревне Лужки, где Николай Платонович часто отдыхал и работал, где собирались его друзья — фотограф Василий Улитин, художник Максимов… Оставшись без средств, Николай Платонович пошёл работать в Серпуховской филиал НИИ текстильной промышленности (СЕРПНИТИ), где занимался микрофотографией: вместо поисков натуры для снимков, рутинная служба в лаборатории.
В 1941 году Николай Платонович женится во второй раз — на Варваре Петровне Беловой. В [1942]м у них родился сын Сергей. В 1943-м болезнь вновь приковала Николая Платоновича к постели. Последнее его прижизненное участие в выставке — фотосалон «Фокус», проходивший в октябре 1946 года в Амстердаме.
В апреле 1947 года Николай Платонович умер. Похоронен на Занарском кладбище в Серпухове. Дом, где жил и работал Н. П. Андреев, передали Серпуховскому историко-художественному музею — теперь он является одновременно и фотоцентром, и мемориальным музеем Н. П. Андреева. 
Заведующая музеем до 2018 года — внучка Николая Платоновича — Наталья Валентиновна Дурынина.
В 2019 году дом закрыт на реконструкцию. Двор мемориального дома  в летний период используется как площадка проведения культурных мероприятий, посвященных творчеству Николая Андреева и фотоискусству в целом.

Персональные выставки:
- ГТГ. «Фотограф Николай Андреев. Мастер пикториализма»[6]. 24 сентября 2021 — 9 января 2022. Куратор Н.П. Ерофеев
- Серпуховский историко-художественный музей. «Живопись света. Николай Андреев. Искусство фотографии[7]».14.09.2022 - 12.03.2023. Куратор М.В. Трошина